# Dipnorhynchus
Dipnorhynchus is een geslacht van uitgestorven kwastvinnige vissen. Het geslacht was lang monotypisch. De typesoort Dipnorhynchus sussmilchi is een tot negentig centimeter lange vis die leefde in het Devoon. In 1985 werd een tweede soort gepubliceerd en in 1999 een derde.

## Beschrijving
Dipnorhynchus was een primitieve longvis en verschilde aanzienlijk van de andere kwastvinnigen. De schedel van Dipnorhynchus miste bijvoorbeeld het gewricht dat de schedel van de Coelacanthiformes in tweeën deelde. De schedel van Dipnorhynchus had meer weg van de stevige benige doos zoals de amfibieën die hebben. De vissen hadden geen tanden achter op de kaken maar platen met tandvormige uitsteeksels op het verhemelte en de onderkaak, en verhemelte was vergroeid met het hersenkapsel.

## Vondsten
Vondsten zijn bekend uit West-Australië en Duitsland.